# Glochidion alticola
Glochidion alticola är en emblikaväxtart som beskrevs av Airy Shaw. Glochidion alticola ingår i släktet Glochidion och familjen emblikaväxter. Inga underarter finns listade i Catalogue of Life.